# Broommonochloride
Broommonochloride, ook bekend als broom(I)chloride en broomchloride, is een anorganische verbinding. De stof hoort bij de interhalogeenverbindingen. De chemische formule is {\displaystyle {\ce {BrCl}}}. Bij kamertemperatuur is het een zeer reactief roodbruin tot goudgeel gas. Het is een zeer sterk oxiderend reagens. In water hydrolyseert het.

## Toepassingen
Broommonochloride wordt in de analytische chemie toegepast bij de bepaling van zeer lage concentraties kwik. Aanwezig kwik wordt kwantitatief (helemaal) omgezet in Hg(II).
Algemeen wordt broomchloride toegepast als algaecide, fungicide en ontsmettingsmiddel van industrieel, in gesloten systemen gebruikt, koelwater.
In sommige types Li-SO2-batterijen wordt broommonochloride toegevoegd om het voltage en de energiedichtheid te vergroten.